# Samuel William Reynolds
Pour les articles homonymes, voir Reynolds.
Samuel William Reynolds, né à Londres le 4 juillet 1773 et mort à Bayswater (Londres) le 13 août 1835, est un peintre et graveur britannique.

## Biographie
Samuel Reynolds se forme au métier de graveur à Londres auprès de John Raphael Smith et Charles Howard Hodges, deux maîtres de la manière noire. Il grave pour la première un portrait de George III d'Angleterre en 1794. Il commence à exposer à la Royal Academy en 1797 et ce, sans interruption jusqu'en 1827. Il expose aussi à Paris au salon de 1810.
En sérieuse difficulté financière en 1800, il obtient la protection de Samuel Whitbread, membre du Parlement, qui règle ses dettes et le mécène. Reynolds élargie alors son activité à la peinture, l'architecture et l'aménagement de jardins. Il redessine le parc de son protecteur dans sa résidence de Southill Park (Bedfordshire) ainsi que la propriété et le parc de Coleorton Hall (Leicestershire) pour la famille Beaumont. Il expose aux salons des peintures de paysages.
Il est nommé graveur du roi George III en 1820. Il produit ainsi 350 portraits gravés d'après des peintures de Joshua Reynolds publiés entre 1821 et 1826 et actuellement conservés à la National Portrait Gallery. Son fils Samuel William Reynolds Junior (1794-1872) est aussi un graveur et sa fille Elizabeth Reynolds (1800-1876) une miniaturiste.

## Œuvres
- Le Pont de Sèvres, vu des bords du parc de Saint-Cloud (entre 1826 et 1835), musée Condé, Chantilly[1]
- Portrait de Mme Edwin Lascelles, gravement endommagé lors du feu d'octobre 1985 à la bibliothèque Huntington où il était conservé[2],[3].